# Пена (митологија)
Пена (грч. ποινή) је у грчкој митологији био демон, чудовиште.

## Митологија
Пена је била пород Етера и Геје и персонификовала је одмазду, освету, накнаду, казну и крвну освету (на шта указује и њено име изведено из речи poinê, а што означава крвави новац који се даје као накнада породици убијеног), а због учињеног убиства. Била је блиско повезана са Праксидиком, која је представљала „извршиоца правде“, а наводили су је и као мајку еринија или је чак поистовећивали са њима, с обзиром да се некада говорило о више Пена.
Пена се помиње и као Хадово дете, у виду женског змаја, које је призвао Аполон из Тартара како би казнио Аргивце за смрт свог сина Лина. Овај демон је сличан аргивкој Ехидни, за коју се такође говорило да је терорисала земљу, али и Ламији, прождрљитељки деце. Могуће је и да је Пена која је описана иста ова, само у облику змаја. Неки извори су је описали као неман са лицем девојке, али са змијама у коси и гвозденим канџама.

## Латинско значење
У латинском језику је ово име објаснио Улпијан. Према њему, пена је означавала било какву казну за било какав прекршај, за разлику од мулте која је представљала новчану казну за тачно одређене прекршаје. Пена је могла имати разне последице, попут губитка репутације или чак држављанства. Примењивала би се онда када би је наметнуо неки ауторитет, попут магистрата.